# كمر (وشاح)
الكَمَر (بالفارسية: كَمَربَند) هو وشاح خصر عريض مطوي يُرتدى مع سترات العشاء (أو البدلات الرسمية).  تبنى الكَمرَ ضباطُ الجيش البريطاني في الهند المستعمرة، حيث رأوا السباهية (الجنود الهنود) من الجيش الهندي البريطاني يرتدونه.  اعتُمد بديلًا للصدرة وانتشر لاحقًا للاستخدام المدني.

## الوصف
الكمر وشاح حول الخصر، ولمَّا كان جزءًا من ربطة عنق سوداء فهذا ما يُحدد الألوان المقبولة. أصبح لباسًا مدنيًا، بداية في ملابس الصيف خاصة مع سترات العشاء غير الرسمية وكان يقتصر على النطاق الضيق للألوان التي تصاحب ربطة عنق سوداء. فغلب اللون الأسود فيه وأحيانًا من زراق منتصف الليل لتتناسب مع السروال ، وأحيانًا كستنائي.

## في فساتين النساء
قد ترتدي النساء الكمر فيكون عنصرًا من عناصر فستان السهرة.

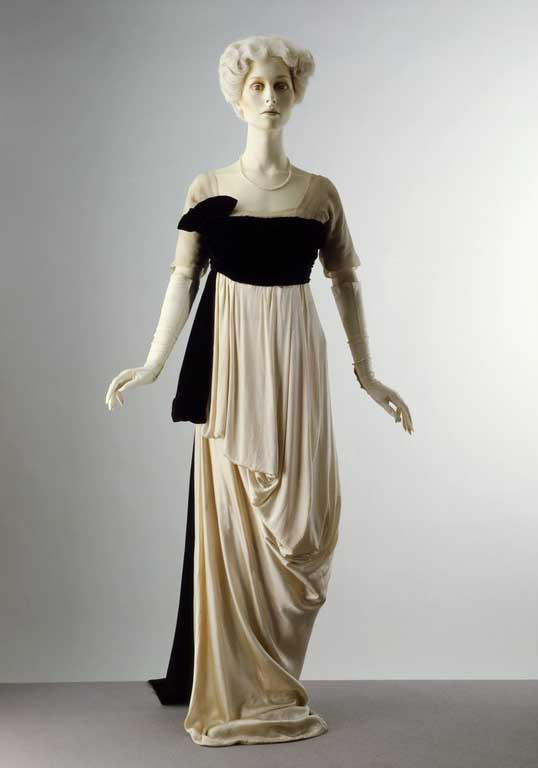
فستان سهرة، ربيع عام 1913 من تصميم لوسي دف جوردون